# 555 до н. е.
Рік 555 до н. е. був роком часів до юліанського римського календаря. У Римський імперії був відомий як 199 рік від закладення міста Рим). Деномінація 555 до н. е. для позначення цього року, почала існувати із часів раннього середньовіччя, коли для нумерації років в Європі стала популярною календарна ера Anno Domini.

## Померли
- Стесіхор — давньогрецький поет.

| рік | Це незавершена стаття про рік. Ви можете допомогти проєкту, виправивши або дописавши її. |